# エレル
エレル (ドイツ語: Oerel) は、ドイツ連邦共和国ニーダーザクセン州のローテンブルク（ヴュンメ）郡に属す町村（以下、本項では便宜上「町」と記述する）で、ザムトゲマインデ・ゲーステクヴェレを構成する町村の一つである。首邑であるエレル集落の他、バーヒェルとグリンデの集落がこの町に属す。

## 歴史
エレルは937年に初めて文献に記録されている。

## 行政

### 議会
この町の町議会は11議席からなる。

## 経済と社会資本

### 交通
エレルは連邦道B74号線から近い郡道K116号線沿いに位置している。連邦道は町の外を通ってブレーマーフェルデまでを結んでいる。この町には、鉄道ブレーマーハーフェン - ブルクステフーデ線の駅がある。列車はエルベ＝ヴェーザー鉄道・交通会社 (EVB) が運営している。

### 教育
この町には基礎課程・本課程・実科学校があり、400人以上の生徒が学んでいる。

### その他
2009年に、この町にグラスファイバー網が整備された。この通信網で全世帯が結ばれた。最大通信速度は下りで 50 MBit/s であり、これによりエレルはドイツ最速のインターネット網を有する町となった。

## 引用
1. ↑  Landesamt für Statistik Niedersachsen, LSN-Online Regionaldatenbank, Tabelle A100001G: Fortschreibung des Bevölkerungsstandes, Stand 31. Dezember 2023
2. ↑  http://www.searchnetworking.de/specials/ngn/man-&wan-networking/articles/191977/